# Singhius morindae
Singhius morindae là một loài côn trùng cánh nửa trong họ Aleyrodidae, phân họ Aleyrodinae.
Singhius morindae được Sundararaj & David miêu tả khoa học đầu tiên năm 1992.